# Estación Fatraló
Fatraló era una estación ferroviaria ubicada en el partido de Guaminí, Provincia de Buenos Aires, Argentina

## Servicios
No presta servicios de pasajeros. Sus vías están concesionadas a la empresa de cargas FerroExpreso Pampeano S.A., sin embargo las vías se encuentran sin uso y en estado de abandono.